# Rupert Blöch
Rupert Blöch (ur. 15 czerwca 1929 w Wiedniu, zm. 28 lipca 2006 w Leoben) – austriacki lekkoatleta, sprinter.
Siedmiokrotny mistrz Austrii (bieg na 100 metrów – 1952, bieg na 400 metrów – 1949, 1950, 1951 i 1952, sztafeta 4 × 100 metrów – 1949, sztafeta 4 × 400 metrów – 1950).
Odpadł w eliminacjach w biegu na 400 metrów podczas igrzysk olimpijskich w Helsinkach (1952).

## Rekordy życiowe
- bieg na 400 metrów – 48,0 (1952)